# آلبرشت ریچل
آلبرشت ریچل (انگلیسی: Albrecht Ritschl; ۲۵ مارس ۱۸۲۲ – ۲۰ مارس ۱۸۸۹) متخصص الهیات، فیلسوف، و استاد دانشگاه اهل آلمان بود.